# Roman Steblecki
Roman Steblecki (ur. 16 marca 1963 w Skarżysku-Kamiennej) – polski hokeista, reprezentant Polski, olimpijczyk.
Zawodnik występujący na pozycji napastnika. Wychowanek i wieloletni zawodnik Cracovii. W klubie tym grał w latach 1974–1990, 1992–1994, 1996–1998 oraz 2003–2004. W międzyczasie występował również w barwach francuskiej drużyny Reims HC oraz szwedzkich Nittorps IK i Kristianstads IK.
W lidze polskiej rozegrał 398 meczów, w których zdobył 315 goli. Zdobywał tytuł króla strzelców ligi w sezonach 1986/1987 (34 gole) i 1990 (57 goli). W 1990 wygrał plebiscyt „Sportu” na najlepszego hokeistę w Polsce stając się laureatem nagrody Złotego Kija.
W reprezentacji Polski wystąpił 125 razy strzelając 35 bramek. Uczestniczył w turniejach zimowych igrzysk olimpijskich 1988 w Calgary oraz mistrzostw świata 1986, 1987, 1989, 1990, 1991, 1992, 1993, 1994, 1995. Podczas turnieju MŚ 1989 Grupy A, 19 kwietnia 1989 w meczu z ZSRR po indywidualnej akcji zdobył gola  pokonując Artura Irbe (Polska przegrała 1:12).
Jego syn Sebastian (ur. 1992) został piłkarzem i zawodnikiem drużyny piłkarskiej Cracovii.

## Sukcesy
Reprezentacyjne
- Awans do Grupy A mistrzostw świata: 1991

Klubowe
- Finał Pucharu „Sportu” i PZHL: 1989 z Cracovią